# Mũi Né
Mũi Né is een kustplaats en phường in de Vietnamese provincie Bình Thuận van in de regio Đông Nam Bộ, gelegen aan een baai van de Zuid-Chinese Zee. Mui Ne ligt niet ver van Phan Thiet. Het voormalige vissersdorp veranderde in een badplaats nadat veel toeristen er de zonsverduistering van 24 oktober 1995 waren komen bekijken. Er zijn tegenwoordig veel hotels, restaurants en cafés, die allemaal aan één lange weg liggen, de hotels aan de zeezijde en de restaurants aan de landkant.
Het strand is in trek bij kitesurfers en windsurfers vanwege de krachtige zeebries. Door de zandduinen naast de zee ontstaat er elke dag een thermische wind, die van de zee naar het land blaast en in de loop van de dag toeneemt, vooral op zonnige dagen. Er zijn verschillende kite-spots. De meeste spots bestaan uit golven met branding.
Het toeristenseizoen duurt van december tot mei. De gemiddelde temperatuur is 27 graden. Meestal is het er warm en droog.

## Zie ook

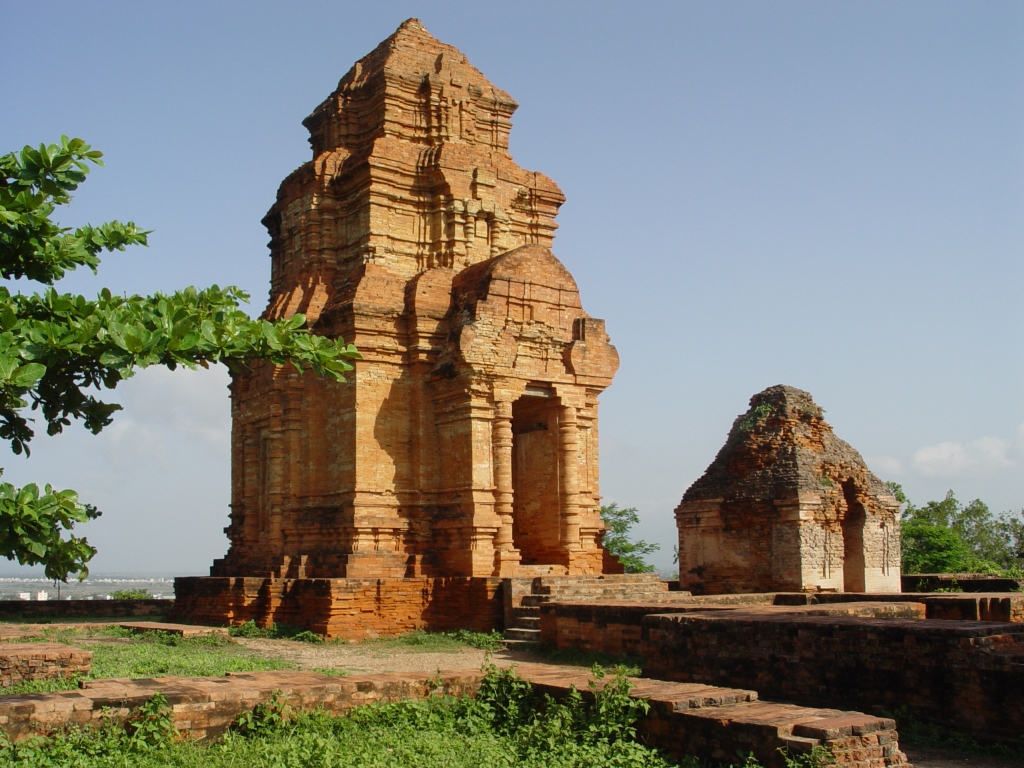
Tempel bij Mui Ne
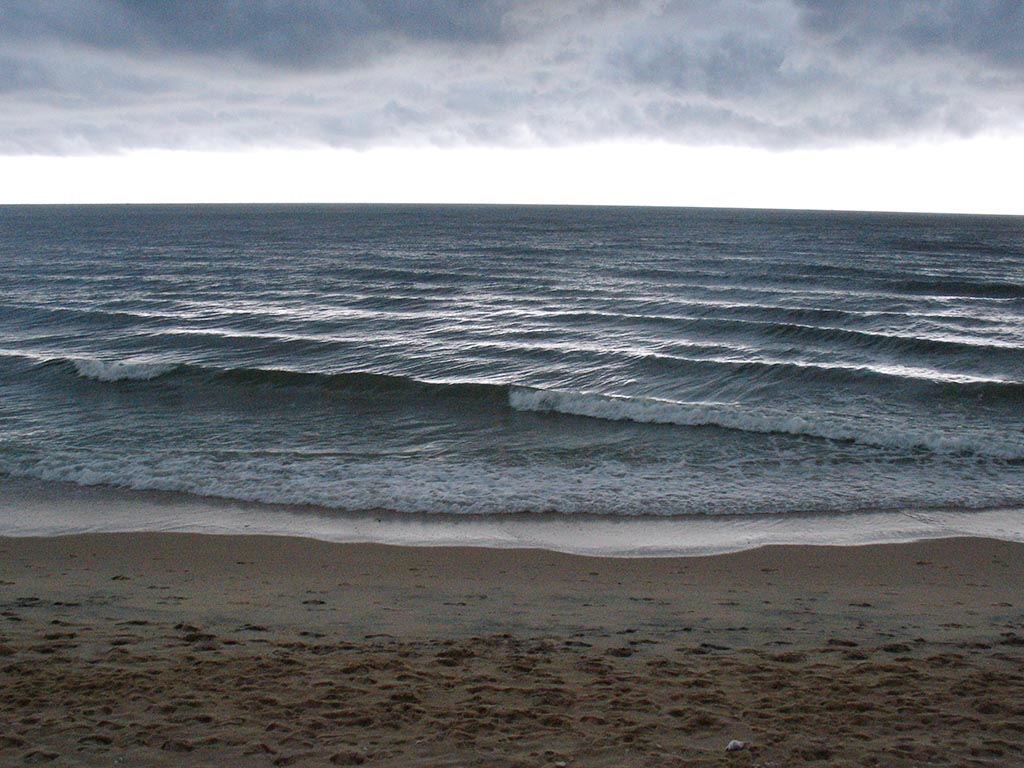
Voor de storm